# Avdotivka, Sofiivka
Avdotivka (în ucraineană Авдотівка) este un sat în comuna Novoiulivka din raionul Sofiivka, regiunea Dnipropetrovsk, Ucraina.

## Demografie
Componența lingvistică a localității Avdotivka
     Ucraineană (91,35%)
     Rusă (7,63%)
     Alte limbi (0,51%)
Conform recensământului din 2001, majoritatea populației localității Avdotivka era vorbitoare de ucraineană (91,35%), existând în minoritate și vorbitori de rusă (7,63%).